# Плайценхаузен
Плайценхаузен (нем. Pleizenhausen) — община в Германии, в земле Рейнланд-Пфальц.
Входит в состав района Рейн-Хунсрюк. Подчиняется управлению Зиммерн / Хунсрюк. Население составляет 261 человек (на 31 декабря 2010 года). Занимает площадь 4,04 км².